# توماس ويليام دونكان
توماس ويليام دونكان (بالإنجليزية: Thomas William Duncan)‏ هو كاتب أمريكي، ولد في 15 أغسطس 1905 في كيسي في الولايات المتحدة، وتوفي في 15 سبتمبر 1987 في لاس كروسيس في الولايات المتحدة.